# Hirth HM 504
Hirth HM 504 är en tysk flygmotor tillverkad av Hirth Motoren GmbH i Stuttgart.
HM 504 är en bensindriven inverterad luftkyld fyrcylindrig radmotor för drift av flygplan. Motorn blev populär som kraftkälla för skol- och lätta flygplan under 1930-1940 talen. Som övriga Hirthmotorer var den tillverkad i en  legering av aluminium-magnesium. I Japan tillverkades den på licens av Hitachi under namnet Hitachi Hatsukaze 11. Motorn gav 105 hk vid 2 500 varv.

## Flygplan utrustade med HM 504
- Bücker Bü 131
- Bücker Bü 134
- Bücker Bü 181
- BZ-1 GIL
- Klemm Kl 35
- Repulogpegyar Levente II